# Labeaume
Labeaume är en kommun i departementet Ardèche i regionen Auvergne-Rhône-Alpes i sydöstra Frankrike. Kommunen ligger  i kantonen Joyeuse som ligger i arrondissementet Largentière. År 2022 hade Labeaume 684 invånare.

## Befolkningsutveckling
Antalet invånare i kommunen Labeaume
Referens: INSEE

## Galleri

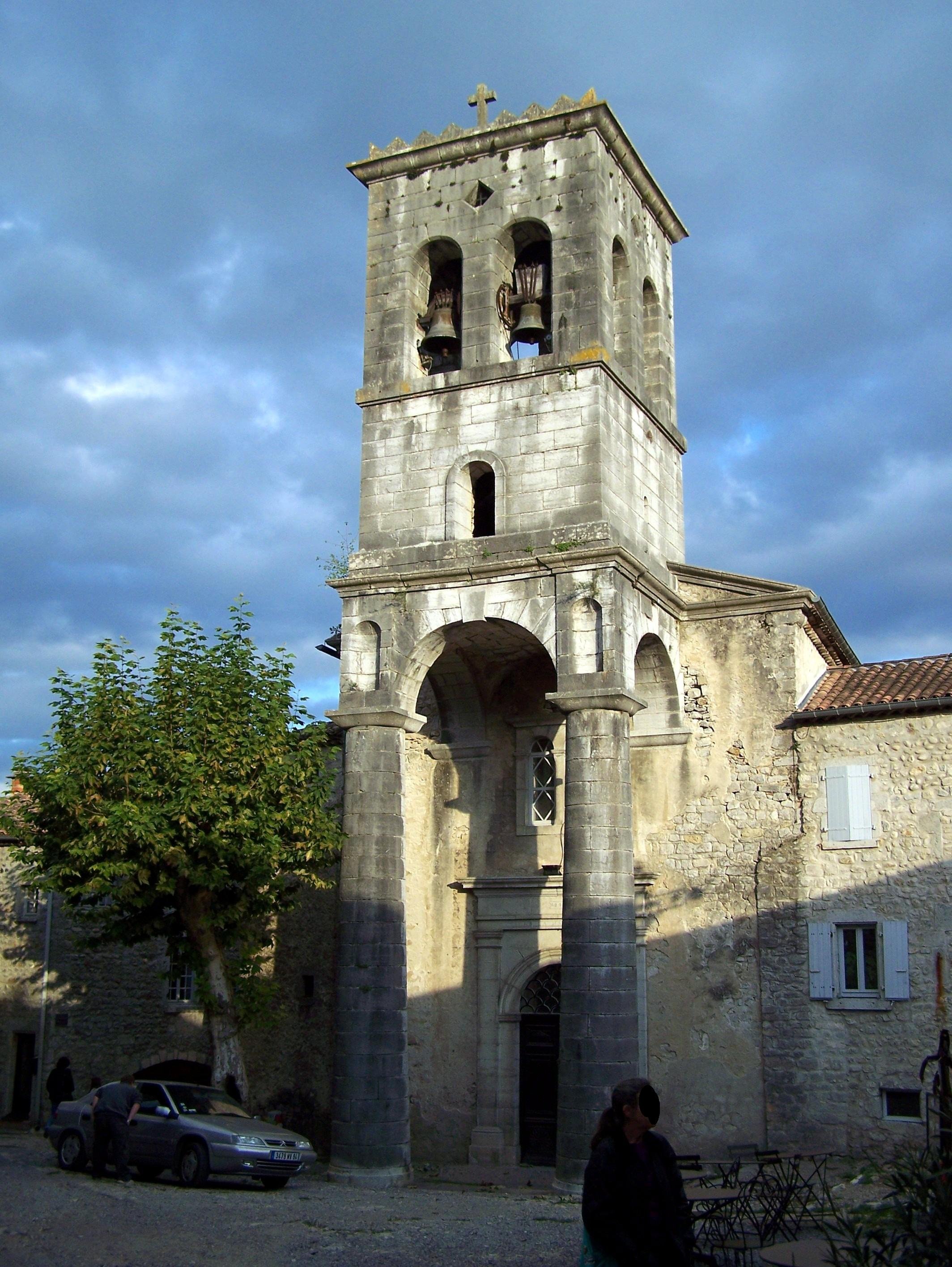
Kyrkan
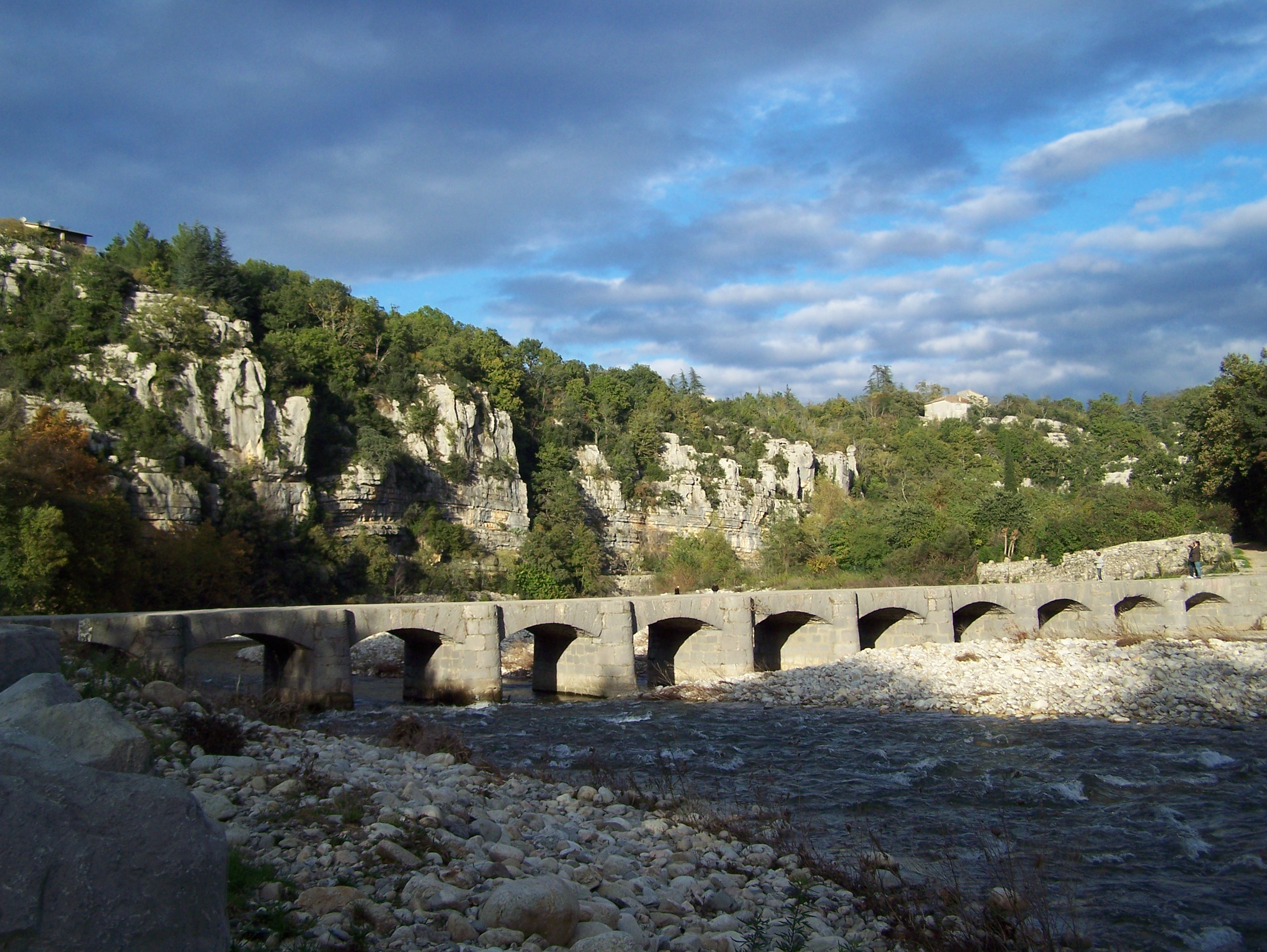